# Sorkh
Sorkh (persiska: سرخ) är en ort i Iran.   Den ligger i provinsen Khorasan, i den nordöstra delen av landet, 600 km öster om huvudstaden Teheran. Sorkh ligger 1 454 meter över havet och antalet invånare är 130.
Terrängen runt Sorkh är kuperad åt nordväst, men åt sydost är den platt. Terrängen runt Sorkh sluttar söderut.Runt Sorkh är det ganska tätbefolkat, med 56 invånare per kvadratkilometer. Närmaste större samhälle är Qanbar Bāghī, 8,1 km nordväst om Sorkh. Omgivningarna runt Sorkh är i huvudsak ett öppet busklandskap.